# Heiko Szonn
Pour les articles homonymes, voir Heiko.
Heiko Szonn, né le 23 juin 1976 à Forst, est un coureur cycliste allemand. Spécialiste de la poursuite sur piste, il a notamment été médaillé de bronze du championnat du monde de poursuite par équipes en 1996.

## Biographie
En 1994, Heiko Szonn est vice-champion du monde junior de poursuite par équipes. En 1995, il est champion d'Allemagne de cette discipline. Il renouvelle ce titre l'année suivante, et y ajoute celui de la poursuite individuelle. Avec l'équipe d'Allemagne, il dispute les Jeux olympiques d'Atlanta. Il s'y classe sixième de la poursuite individuelle et neuvième de la poursuite par équipes avec Robert Bartko, Guido Fulst et Danilo Hondo. Le mois suivant, aux championnats du monde à Manchester, il est médaillé de bronze en poursuite par équipes avec Guido Fulst, Danilo Hondo et Thorsten Rund. En 1999, il devient professionnel. En 2002, il est contrôlé positif à l'éphédrine lors de la Course de la Paix et suspendu un mois.

## Palmarès sur piste

### Jeux olympiques
- Atlanta 1996
  - 6e de la poursuite individuelle
  - 9e de la poursuite par équipes

### Championnats du monde
- 1994
  -  Médaillé d'argent de la poursuite par équipes juniors
- Manchester 1996
  -  Médaillé de bronze de la poursuite par équipes

### Championnats nationaux
- Champion d'Allemagne de poursuite individuelle en 1996
- Champion d'Allemagne de poursuite par équipes en 1995 et 1996

## Palmarès sur route
- 1999
  - 3e de l'Erzgebirgsrundfahrt
  - 3e du Mémorial Henryka Lasaka
- 2001
  - 2e de la Vuelta a la Independencia Nacional